# Lophiostoma caulium
Lophiostoma caulium är en svampart som först beskrevs av Elias Fries, och fick sitt nu gällande namn av Ces. & De Not. 1863. Lophiostoma caulium ingår i släktet Lophiostoma och familjen Lophiostomataceae.  Arten är reproducerande i Sverige. Inga underarter finns listade i Catalogue of Life.